# Nút thợ dệt

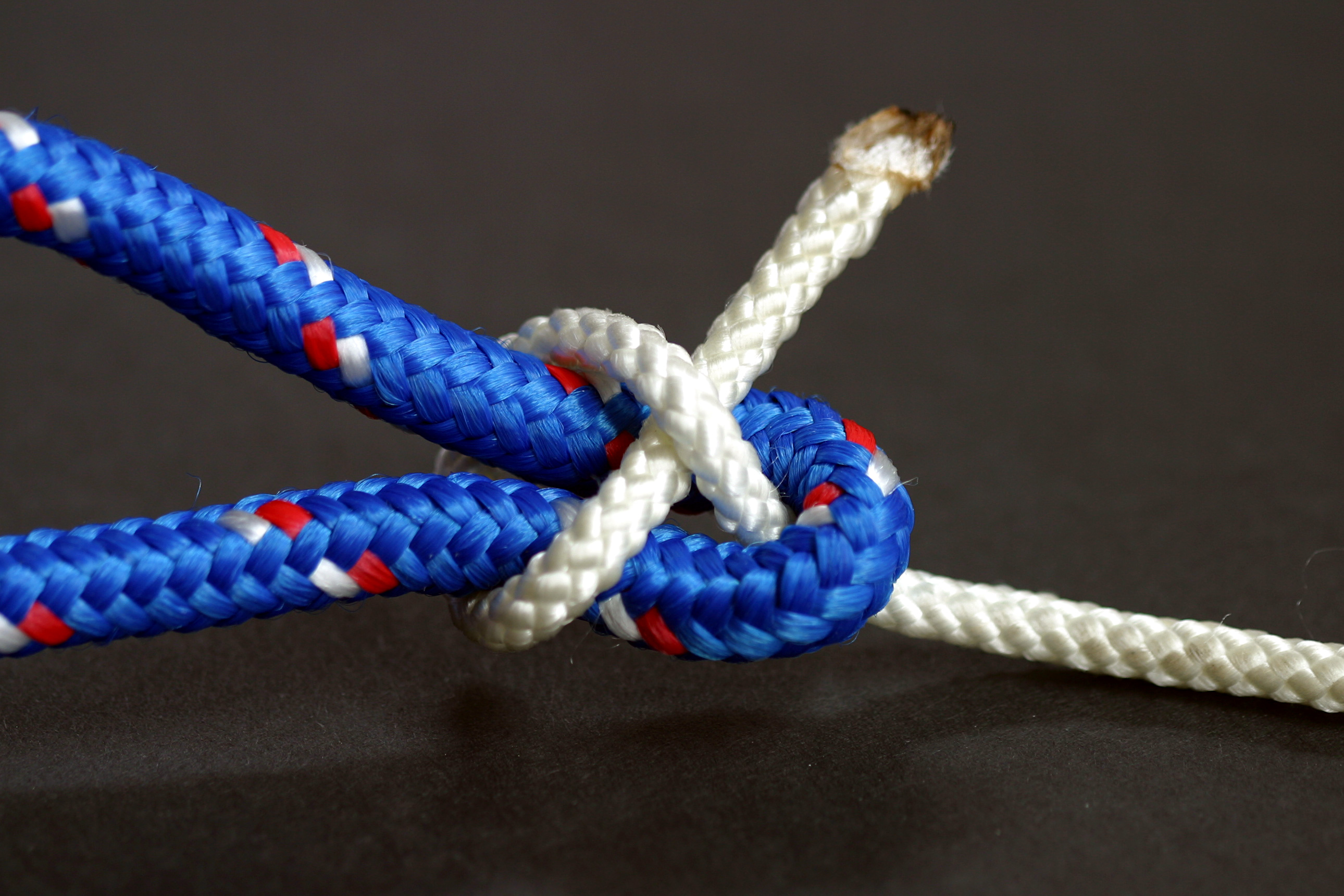
Nút thợ dệt

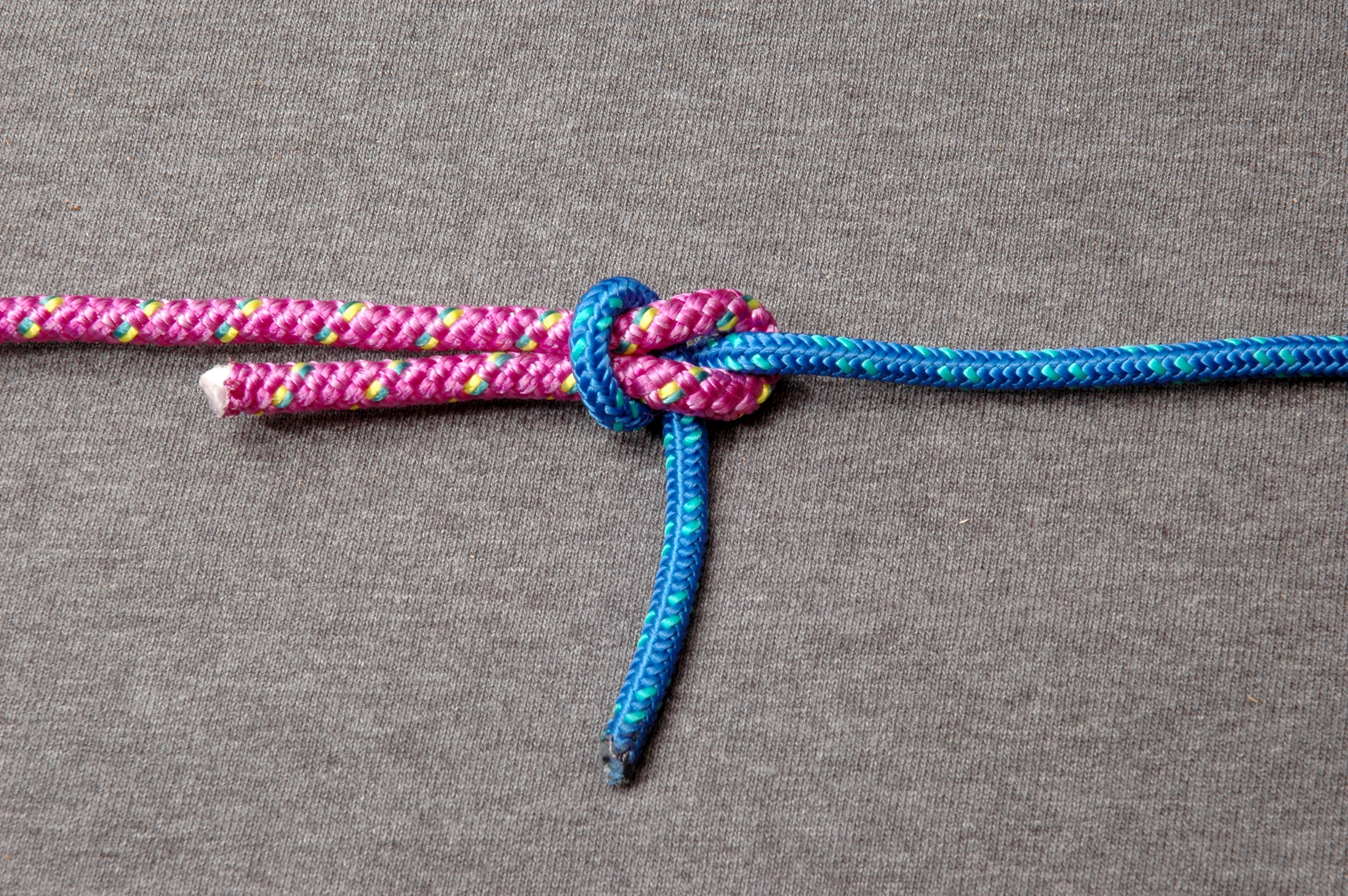
Bề kia của nút thợ dệt

Nút thợ dệt (sheet bend, becket bend, weaver's knot và weaver's hitch) là một loại nút dây có liên hệ cấu trúc với nút ghế đơn. Nó được thắt nhanh chóng và hữu dụng để nối hai dây thừng khác tiết diện.
Cách thắt
Để thắt nút thợ dệt, trước tiên nắm sợi dây lớn hơn ở gần một đầu dây, rồi tạo một vòng nhỏ ở đầu dây bằng cách nắm lấy đầu dây uống cong ngược vào và giữ đầu dây trong tay. Tiếp theo là nắm sợi dây nhỏ hơn rồi luồn từ dưới vòng nhỏ lên. Sau đó quấn sợi dây nhỏ quanh vòng nhỏ của sợi dây lớn hơn, bắt đầu từ phía đầu dây của sợi dây lớn. Rồi xỏ nó xuyên qua bên dưới chỗ mà sợi dây nhỏ từ dưới vòng tròn chui lên. Cuối cùng, kéo dây nhỏ hơn để xiết chặt nút dây
Xem minh họa cách thắt nút thợ dệt Lưu trữ ngày 2 tháng 10 năm 2007 tại Wayback Machine
Phải coi chừng hai sợi dây sau khi thắt nằm cùng phía với nhau; bằng không thì chúng ta có một nút thợ dệt tay trái - là nút có độ chắc bị giảm sút rất nhiều. Nếu hai sợi dây cần buộc lại mà có tiết diện khác nhau, nút thợ dệt kép nên dùng tốt hơn.